# Carlo Luigi Giuseppe Bertero
Carlo Luigi Giuseppe Bertero (Santa Vittoria d'Alba, 14 de octubre de 1789 - Océano Pacífico Sur, abril de 1831) fue un físico, médico, naturalista, botánico, briólogo, y pteridólogo italiano.

## Biografía
Exploró las Indias Occidentales entre 1816 y 1821. Coincidió con el científico venezolano José María Vargas en Puerto Rico —pese a que no se ha constatado ningún intercambio entre ellos, hay prueba del afecto que Bertero tuvo por el científico venezolano al emplear el nombre Vargasia para un nuevo género botánico de las Sapindaceae que halla en Santo Domingo—.
Fue colector y descriptor de especímenes de la flora de Chile, en dos viajes: el primero, desde febrero de 1828 hasta septiembre de 1830; el segundo, entre marzo y mayo de 1830. Falleció en un naufragio cuando viajaba de Tahití a Chile.

## Honores

### Eponimia
Género
- (Brassicaceae) Berteroa DC.[1]

- (Cactaceae) Opuntia berteroi (Colla) A.E.Hoffm.[2]
- (Cactaceae) Opuntia berteri (C.F.Först.) E.F.Anderson

- La abreviatura «Bertero» se emplea para indicar a Carlo Luigi Giuseppe Bertero como autoridad en la descripción y clasificación científica de los vegetales.[3]

Los siguientes líquenes están nombrados en honor a Bertero:
Biatora berteroana Mont. (1852)
Brigantiaea berteroana (Mont.) Trevis. (1853)
Pseudocyphellaria berteroana (Mont.) Redón (1977)
Sticta berteroana Mont. (1835)
Lecidea berteroana (Mont.)Nyl. (1855)